# ハイブリッド・セオリー
『ハイブリッド・セオリー』(Hybrid Theory)は、リンキン・パークの1枚目のアルバム。2000年10月24日にワーナー・ブラザース・レコードよりリリースされた。

## 概要
- 日本盤はワーナーミュージック・ジャパンより2001年2月7日にリリースされた。日本盤にはボーナストラックとして「My December」と「High Voltage」が収録されている。
- ビルボード・アルバムチャート (Billboard 200) 初登場16位、最高位2位。『ハイブリッド・セオリー』は瞬く間に成功を収めた。発売から1週目で、アメリカだけで5万枚を売り上げ、5週間後にはゴールドディスクに認定された。本作はビルボード200に105週連続でランクインし、2001年で最も売れたアルバムとなった。さらに、英国、スウェーデン、ニュージーランド、オーストラリア、フィンランド、スイスのトップ10内にもランクインし、グラミー賞3部門にノミネートされ、1部門で受賞した。アメリカでは2001年にもっとも売れたアルバムに認定されており、2002年にも5位のセールスを記録している[1]。
- プロデューサーはドン・ギルモア。
- ベース担当のフェニックスは当時バンドを離れていたため、大半のベース・トラックはギターリストのブラッド・デルソンによってレコーディングされた。また、ベーシストのイアン・ホーンベック（「Papercut」など3曲を担当）やスコット・コーツィオル（「One Step Closer」を担当）が臨時で収録に参加している。
- アルバム名の「ハイブリッド・セオリー」は、かつてリンキン・パークが名乗っていたバンド名である。
- 現在までに3,000万枚以上のセールスを記録している[2]。

## 20周年記念盤
- 『ハイブリッド・セオリー：20周年記念盤』を2020年10月9日にリリースすると発表された。同時に未発表のデモ曲「She Couldn't」も発表。
- オリジナル収録曲をはじめ、リミックスアルバム『リアニメーション』、『Hybrid Theory EP』、そしてシングル曲の各種B面、デモ曲、ライブ録音、リミックスを収録[3]。
- さらに、ファンクラブ限定のレア音源や未発表曲、未公開ライブ映像やヨーロッパでのフルライブ映像を収めたDVD、未公開資料を集めたイラスト付きブック等をセットにしたスーパー・デラックス版もリリース[4]。
- リリース初週に17,000枚を売り上げ、ビルボード11位に再浮上。全米売上はトータルで1080万枚となっている[5]。

## 収録曲
1. Papercut (3:05)
アルバムからの3rdシングルで、2001年6月8日にリリース。イギリスでは最高14位を記録。
ミュージックビデオの監督はジョー・ハーン、Nathan "Karma" Cox。
2. One Step Closer (2:36)
2001年2月13日（米国）にデビューシングルとしてリリース。全米最高75位、イギリス最高24位、オーストラリア最高4位。
ミュージックビデオの撮影はロサンゼルス市内にある、閉鎖された地下鉄のトンネルで撮影された。監督はグレゴリー・ダーク。
ちなみに元々の曲名は「Plaster」だった。
3. With You (3:23)
ダスト・ブラザーズがビートを提供している。
4. Points of Authority (3:20)
5. Crawling (3:29)
アルバムからの2ndシングルで、2001年5月1日にリリース。全米最高79位、イギリス最高16位、オーストラリア最高33位。
2002年のグラミー賞ベスト・ハード・ロック・パフォーマンス部門を受賞した。
ミュージックビデオの監督はBrothers Strause。
6. Runaway (3:04)
7. By Myself (3:10)
8. In the End (3:36)
アルバムからの4thシングルで、2001年11月20日にリリース。全米最高2位、イギリス最高8位、オーストラリア最高4位、ニュージーランド最高10位。
ミュージックビデオにはCGIアニメーションが多く用いられた。2002 MTV Video Music AwardsのBest Rock Videoを受賞。監督はジョー・ハーン、Nathan "Karma" Cox。
この曲の歌詞は、元々はリード・ボーカルのチェスター・ベニントンが創作した詩であった。
9. A Place for My Head (3:05)
10. Forgotten (3:14)
11. Cure for the Itch (2:37)
12. Pushing Me Away (3:12)

### ボーナス・トラック（日本盤）
1. My December (4:22)
2. High Voltage (3:47)